# Devia prospera
Devia prospera är en skalbaggsart som först beskrevs av Wilhelm Ferdinand Erichson 1839.  Devia prospera ingår i släktet Devia och familjen kortvingar. Arten är reproducerande i Sverige. Inga underarter finns listade i Catalogue of Life.